# Riževi špageti
Riževi špageti se uporabljajo v kitajski kuhinji, lahko pa jih ponudite tudi z drugimi omakami.
Izdelani so iz riževe moke, so zelo tanki debeli 1 - 2 mm ali še tanjši, debeli kot lasje. Uporabljajo se kot priloga.